# Leonardo Leo

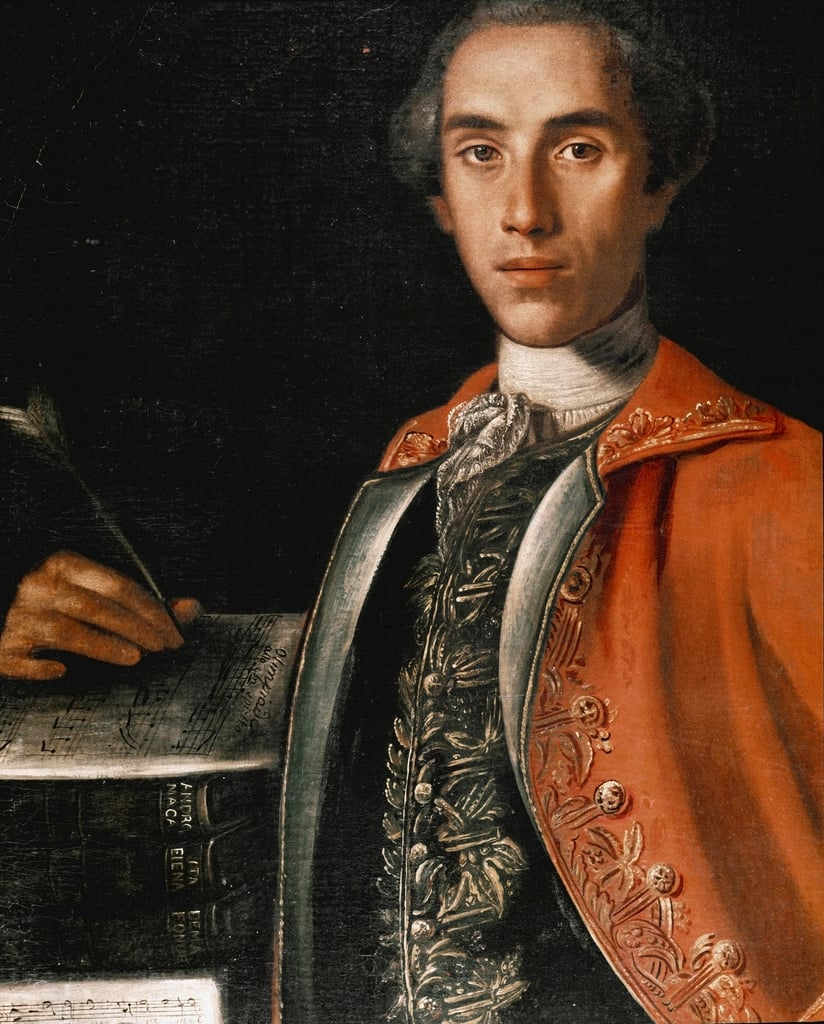
Leonardo Leo.

Leonardo Leo, född den 5 augusti 1694, död den 31 oktober 1744, var en italiensk tonsättare, bekant för sina komiska operor och en viktig gestalt i formandet av den neapolitanska operastilen.
Leo inledde musikstudier vid Conservatorio della Pietà dei Turchini i Neapel år 1709, där hans äldsta kända verk, ett sakralt drama, L'infedeltà abbatuta uppfördes av medstudenter 1712.
Två år senare skrev han operan Pisistrato för Neapels hovteater. Senare innehade han olika tjänster vid det kungliga kapellet och undervisade vid konservatoriet. Bland hans övriga operor kan nämnas La'mpeca scoperta (1723), en komisk opera på napolitansk dialekt; opera serian L'Olimpiade (1737) samt den komiska Amor vuol sofferenze. 
Hans sakrala verk omfattar bland annat sex oratorier, sex mässor och ett Miserere för dubbelkör. Han skrev även instrumentalverk, exempelvis sex konserter för violoncell och stråkar samt orgelfugor.